# Heimatverein Siebengebirge

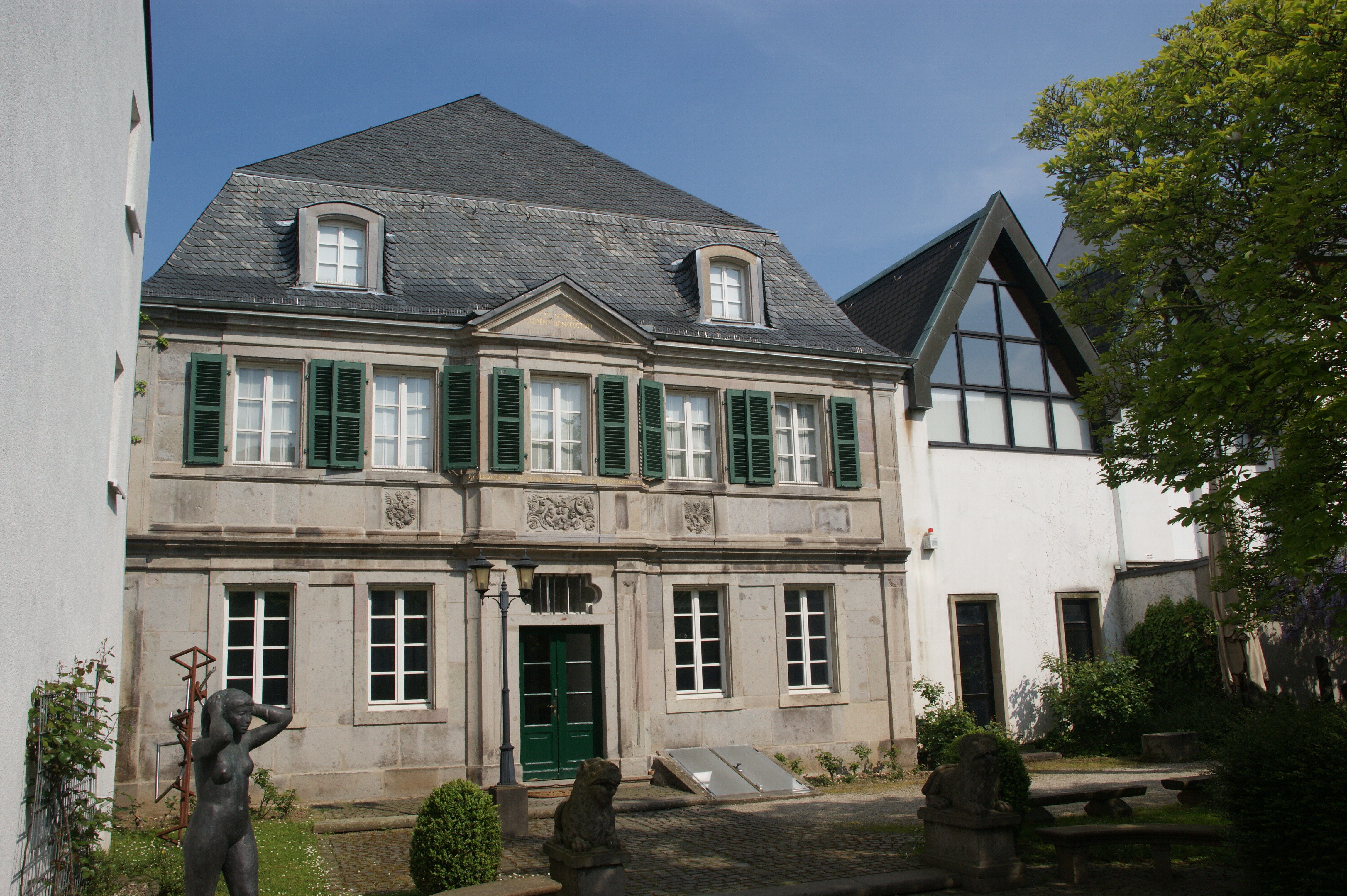
Sitz des Vereins: das Siebengebirgsmuseum in Königswinter

Der Heimatverein Siebengebirge e. V. beschäftigt sich mit der Geschichte des Landschaft und der Orte des Siebengebirges. Er ist Herausgeber von Publikationen und eng mit dem Siebengebirgsmuseum verbunden.

## Geschichte
Die Gründung des Heimatvereins Siebengebirge erfolgte am 12. Januar 1926 in Königswinter als Arbeitsgemeinschaft zur Pflege der Heimat. Er ist damit der zweitälteste Heimatverein im Rhein-Sieg-Kreis. Auslöser für die Gründung war die Organisation der Tausendjahrfeier des Rheinlandes im Jahre 1925 durch einen Festausschuss. Zum ersten Vorsitzenden wurde der katholische Dechant und Pfarrer Leopold Schlösser bestimmt. Ein weiterer Gründer und zweiter Vorsitzender bis zu seinem Tod war der evangelische Pfarrer und Superintendent Ernst Rentrop (1868–1937).
Der Verein sammelte von Anfang an historisch interessante Objekte, Bilder, Publikationen und Dokumente aus der Region. Ein Teil der Sammlung ist im Siebengebirgsmuseum der Stadt Königswinter ausgestellt. Der Verein unterhält eine öffentlich zugängliche Bibliothek, ein Fotoarchiv und ein Archiv. In der Sammlung befinden sich Bilder von dem aus Königswinter stammenden Maler Franz Ittenbach und Bücher des ebenfalls in Königswinter geborenen Wolfgang Müller von Königswinter. Der Verein besitzt fast vollständig die Ausgaben der Lokalzeitungen „Echo des Siebengebirges“ (1873–1975), „Königswinterer Zeitung“ und „Siebengebirgs-Zeitung“ (1961–2004) sowie weitere graue Literatur aus der Region.
Sitz des Vereins ist das Siebengebirgsmuseum in Königswinter. Seit 2018 ist Burkhard Rinkens der Vorsitzer des Vereins.

## Projekte (Auswahl)
- Förderung und Unterstützung des Siebengebirgsmuseums.
- Forschungen und Veröffentlichungen den Themen Geologie, Archäologie und Geschichte der Siebengebirgsregion.
- Vorträge und Exkursionen
- Digitalisierung von Fotos und Dokumenten